# Гродненська дієцезія

Гродненська дієцезія

Гродненська дієцезія (лат. Dioecesis Grodnensis, біл. Гродзенская дыяцэзія) — католицька дієцезія в Білорусі. Створена 13 квітня 1991 року, входить до складу Мінсько-Могильовської митрополії. Займає територію Гродненської області. Центр дієцезії в місті Гродно. Об'єднує Островецький, Ошмянський, Берестовицький, Вовковиський, два Гродненські (Східний і Західний), Дятловський, Ів'євський, Лідський, Мостівський, Новогрудський, Радуньський, Сопоцькинський, Сморгонський, Слонімський та Щучинський деканати. До дієцезії належить Гродненська вища духовна семінарія.

## Історія
Гродненська дієцезія була заснована папою Іваном Павлом II 13 квітня 1991 року булою «Qui Operam».
Кафедральним храмом стала гродненська церква св. Франциска Ксаверія, яку 17 березня 1991 року було піднесено до рангу малої базиліки.
У 1991 році до дієцезії увійшло 119 парафій, що належали до довоєнної Вільнюської архідієцезії, 4 парафії до Пінської дієцезії та 7 парафій Ломжинської дієцезії. У межах нової дієцезії проживало близько 900 000 жителів, приблизно половина з яких заявила про свою приналежність до Католицької Церкви.
З 1993 року парафії дієцезії за проектом о. проф. Тадеуша Крачеля, були об'єднані у 15 деканатів, а з 1997 року — у 16. Враховуючи віддаленість деяких парафій та деканатів від столиці дієцезії, єпископ заснував у 2007 році два пастирські округи дієцезії: Гродно та Ліду.

## Єпископи
- Олександр Кашкевич (від 1991)
  - Йосиф Станєвський (єпископ-помічник з 2013)